# Gornji Hrašćan
Gornji Hrašćan (mađarski Drávacsány) je naselje u Republici Hrvatskoj, u sastavu Općine Nedelišće, Međimurska županija. 

## Povijest
U Gornjem Hrašćanu je stratište Sep, obilježeno spomen-križem. U grobištu su žrtve Drugog svjetskog rata i poraća.

## Stanovništvo
Prema popisu stanovništva iz 2001. godine, naselje je imalo 893 stanovnika te 262 obiteljskih kućanstava.
| broj stanovnika | 383   | 490   | 534   | 609   | 727   | 667   | 641   | 772   | 837   | 859   | 891   | 945   | 920   | 902   | 893   | 910   | 773   |
|                 | 1857. | 1869. | 1880. | 1890. | 1900. | 1910. | 1921. | 1931. | 1948. | 1953. | 1961. | 1971. | 1981. | 1991. | 2001. | 2011. | 2021. |

## Poznate osobe
- Dražen Ladić - hrvatski nogometaš[7]
- Josip Lončarić - hrvatski katolički svećenik, doktor filozofije i bogoslovlja, prebendar Prvostolne crkve